# Лотар I
Свети Лотар I (на немски: Lothar, на френски: Lothaire, на италиански: Lotario; * 795, † 29 септември 855, абатство Прюм) e франкски крал, от 814 до 817 г. крал на Бавария, от 817/823 до 855 г. император на Свещената римска империя (до 840 съимператор), от 822 до 855 (под-)крал на Италия (крал на лангобардите) и от 843 до 855 г. император на Франкската империя (Среднофранкско кралство – Lotharii Regnum).

## Живот
Лотар I е роден през 795 г. като най-голям син на Лудвиг Благочестиви и първата му съпруга Ирмингарда.
През август 814 г., като херцог влиза във владение на Бавария (814 – 817 г.). През 817 г., при разделянето на Франкската империя е провъзгласен за съимператор.
През октомври 821 г. в Тионвил се жени за Ирмингард фон Тур от род Етихониди, дъщеря на Хуго фон Тур, граф на Тур. Така през 822 г. поема властта над Италия (подкрал на Италия и крал на лангобардите 822 – 855), а на 5 април 823 г. получава императорската корона от папа Пасхалий I. Той е крал на франкската Lotharii Regnum (843 – 855).
През ноември 824 г. Лотар променя законодателната база на държавата си обединявайки законите на кайзера и тези на папата в Рим (Папска държава). Пет години след това – през август 829 г. синът на Лудвиг Благочестиви от брака му с Юдит Баварска – Карл II Плешиви (четвърто дете на краля) започва да управлява Алемания, което предизвиква първите трима синове да се опълчат срещу баща си, сваляйки го в крайна сметка от трона. След смъртта на Лудвиг Благочестиви през 840 г. Лотар става единствен император на Франкската империя, като не крие амбициите си да се задържи сам на престола. Братята му Лудвиг и Карл III се обединяват срещу него, обявяват го за неспособен да управлява в Страсбургските клетви и след тригодишна война го принуждават да се съобрази с претенциите им. През 843 г. тримата подписват договора от Вердюн за разпределение на Франкската империя, което фактически представлява нейното окончателно разделяне и краят на нейното съществуване. Лотар получава Среднофранкското кралство заедно със Северна Италия.
Тежко болен, на 19 септември 855 г. чрез договора от Прюм той разделя владенията си получени според Вердюнския договор на синовете си:
- Лудвиг II получава императорската корона и Италия,
- Лотар II – Кралство Лотарингия (Lotharii Regnum) и
- Карл – Бургундия и Прованс.

Оттегля се в манастира Прюм, където след няколко дена – на 29 септември 855 г. умира, и където е погребан.

## Семейство
Жени се за Ирмингард фон Тур, която умира 851. Те имат девет деца:
- Лудвиг II (* 825; † 875), съимператор
- Хилтруда (* 826; † 865), ∞ граф Беренгар († пр. 865/866)
- Берта (* 830; † 852), абатеса на Avenay
- дъщеря, вероятно Ирмгард или Ерменгарда (ок. 830 – 849), 846 отвлечена, ∞ Гизелберт, граф в Маасгау (Регинариди), 866 граф в Ломегау, брак 849 признат
- Гизела или Гисла (* 830; † 860), 851 – 860 абатеса на Сан Салваторе в Бреша
- Лотар II (* 835; † 869), крал на Лотарингия ∞ I 855 за Теутберга, дъщеря на граф Бозон Стари от Арл (Бозониди)
- Ротруда (кръстена 835/840 в Павия), ∞ 850/851 за Ламберт II, маркграф на Бретан, граф на Нант (Гвидони) X 1 май 852
- Карл (* 845; † 863), крал на Прованс
- Карлман (* 853)